# Fabián Elías Saad
Fabián Elías Saad (Santiago del Estero, 18 de mayo de 1983) es un exjugador de básquetbol argentino. Jugó profesionalmente en su país, siendo parte del plantel de Ben Hur que conquistó el Torneo Nacional de Ascenso en 2002, la Liga Nacional de Básquet en 2005 y la Liga Sudamericana de Clubes en 2006. También representó a Santiago del Estero en varias ediciones del Campeonato Argentino de Básquet.

## Trayectoria
Elías Saad jugó en Ben Hur de Rafaela desde 2000 hasta 2008. En ese lapso su equipo experimentaría el éxito al conquistar el Torneo Nacional de Ascenso en la temporada 2001-02, la Liga Nacional de Básquet en la temporada 2004-05 y la Liga Sudamericana de Clubes 2006.
En 2008 dejó el club para unirse a Ciclista Juninense en el TNA. Tras dos temporadas allí intentando infructuosamente conseguir el ascenso a la categoría superior, pasó a San Martín de Corrientes donde tendría mejor suerte, por lo que la temporada 2011-12 la disputó en la LNB. 
Tras el descenso de los correntinos, Elías Saad volvió a jugar en el TNA: actuó en las siguientes cuatro temporadas con cuatro equipos distintos (Sarmiento e Hindú de Resistencia, Echagüe de Paraná y San Isidro de San Francisco).
En 2017 retornó a Corrientes contratado por San Martín pero para trabajar como entrenador de los equipos juveniles del club. Sin embargo el escolta jugó dos años con la escuadra de reserva en los torneos de la Asociación de Básquetbol de la Ciudad de Corrientes y de la Federación de Básquetbol de la Provincia de Corrientes.